# Burg Geißelbach
Die abgegangene Burg Geißelbach, auch Greißelbach geschrieben, befand sich in der niederbayerischen Gemeinde Train im Landkreis Kelheim. Die Höhenburg wird auf dem Vitalisberg verortet, auf dem bis 1809 die 1665 erstmals genannte, zwischenzeitlich ebenfalls abgegangene Kirche St. Vitalis stand. Die Reste der Anlage werden in der Liste der Bodendenkmäler in Train (Niederbayern) als „untertägige mittelalterliche und frühneuzeitliche Befunde im Bereich der abgegangenen Vitaliskirche in Train, ehemals vielleicht Burgkapelle“ unter der Aktennummer D-2-7236-0092 als Bodendenkmal im Bayernatlas aufgeführt.

## Beschreibung
Der Vitalisberg von Train bildet eine nach Westen abfallende Geländezunge, die nach drei Seiten steil abfällt. An der Hügelkuppe vorbei floss der zur Abens führende „Grießlbach“. Das Gelände bildet ein Halboval im Ausmaß von ca. 60 × 50 m. Dieses bot Platz für eine Burg mit Kapelle und einem Vorhof, im Osten dürfte ein Graben die Anlage vom Hinterland abgetrennt haben.

## Geschichte
Die Herren von Greißelbach werden lange vor der Errichtung der Burg genannt. Christian und seine Söhne Askerich, Gumpold und Huno werden ab 1040 ausschließlich in Traditionen des Klosters Weltenburg genannt. Die Genannten treten in unterschiedlicher Kombination bis 1097/98 in weiteren Klosterurkunden auf. 1128/32 überträgt der Hochstiftministeriale Hartwig von Greißelbach Besitz durch Warmund und Konrad. 1133/1135 gibt die Witwe des Konrad, Willibirg von Greißelbach, einen Teil ihres Erbes an das Kloster Weltenburg. Hartwig von Greißelbach ist neben Christian von Greißelbach Zeuge, als Mathilde von Wangenbach in der Mitte des 12. Jahrhunderts durch den Sigo von Greißelbach ein Gut in Allmersdorf (heute ein Ortsteil von Kirchdorf) an das Kloster Biburg übergibt.
Als Erbauer der Burg werden dieser Sigo und sein Sohn Nizo von Greißelbach vermutet. Sigo bezeugt Mitte des 12. Jahrhunderts vier Traditionen des Klosters Biburg, später auch eine zusammen mit seinem Sohn Nizo und eine weitere 1166 mit Siboto von Greißelbach. Nizo von Greißelbach wird als Ministeriale der Bischofs von Regensburg bezeichnet. Die Herren von Greißelbach werden bis 1217 häufig in Urkunden des Kosters Biburg und auch des Katharinenspitals zu Regensburg genannt. 1302 steht Siegfried von Greißelbach zwischen Ritter Konrad von Hornbach und Gebhard von Mainberg, einem Burgmann der Feste Mainburg. Dieser Siegfried dürfte der Letzte der Herrn von Greißelbach gewesen sein. Mit ihm verlor die Burg ihre Funktion als adeliger Wohnsitz und wurde aufgegeben.